# Afrophlaeoba longicornis
Afrophlaeoba longicornis är en insektsart som beskrevs av Nicholas David Jago 1983. Afrophlaeoba longicornis ingår i släktet Afrophlaeoba och familjen gräshoppor. Inga underarter finns listade i Catalogue of Life.